# Amytornis modestus
Amytornis modestus — вид горобцеподібних птахів з родини малюрових (Maluridae).

## Таксономія
До 2010 року вважався підвидом трав'янчика вохристого (Amytornis textilis).

## Поширення
Ендемік Австралії. Трапляється в посушливих районах на межі Нового Південного Уельсу, Південної Австралії та Північної Території. Мешкає у саванах із заростями чагарників та високої трави.

## Опис
Невеликий наземний птах, вагою 20—27 г. Верхня частина тіла сіро-коричнева зі світлими прожилками. Нижня частина біла з рудуватими боками.